# Al Gutaina

Localização do distrito

Al Gutaina é um dos quatro distritos do estado de An-Nil al-abyad, no Sudão.